# 리눅스데이타시스템
리눅스데이타시스템은 2002년에 설립된 오픈소스 IT인프라 전문 기업이다. IT 인프라를 구성하는 오픈 소스 소프트웨어를 공급하고 기술지원 하며 유지보수를 한다. 리눅스, 특히 레드햇 리눅스가 주력 사업이며, 오픈소스 데이터베이스인 MySQL, JBoss, 클라우드와 가상화의 컨설팅, 기술지원 및 유지보수 전문이다.

## 주요 연혁
[2018년]
- 여성가족부 '가족친화 우수기업' 인증
- 대한상공회의소 ‘일하기 좋은 중소기업’ 선정
- 중소기업청 선정 '기술혁신형 중소기업(INNO-BIZ)' 인증
- (주)리눅스데이타시스템 병역특례기업 선정
- 신용보증기금 '좋은 일자리 기업' 선정
- 리눅스데이타시스템 '일-생활 균형 캠페인 참여기업' 인증
- KBIZ(메인비즈)중소기업중앙회 '중소벤처기업부 장관 표창' 수상
- Instana 파트너 계약
- PureStorage 파트너 계약

[2017년]
- KBIZ(메인비즈) 중소기업중앙회 '중소기업 중앙회장 표창' 수상
- 중소벤처기업부장관 '인재육성형 중소기업' 지정
- 베리타스 파트너 계약 체결

[2016년]
- 군산대와 인재양성 산학협력 협약 체결
- HP 비즈니스 파트너 계약
- 후지쯔 비즈니스 파트너 계약
- Dell 비즈니스 파트너 계약
- MapR 비즈니스 파트너 계약

[2015년]
- CM Manager 출시
- 중소기업청 ‘인재육성 중소기업’ 우수 사례 선정
- 2015년 정부통합전산센터 공개소프트웨어 유지관리사업 최우수 운영자 선정
- 인천가톨릭대학교와 산학협력 MOU 체결
- 유한대학교와 산학협력 협약 체결

[2014년]
- 중소기업진흥공단 '일하기 좋은 으뜸기업' 선정

[2013년] 
- [POSCO] 공개SW 유지보수사업, [기상청] 종합정보시스템 구축 외 다수

[2012년]
- 리눅스데이타시스템 중부지사(대전) 설립
- 오픈소스 Altom Pro 개발 및 출시
- RedHat Fiscal Year 2012 Best ABP 수상

[2011년]
- 2011 Red Hat Best Regional Reseller in Korea 수상
- RedHat RHEV(가상화) SP1 선정
- 'MANAGIAN' 서비스 업종 등록 및 상표 등록
- '중소기업청 표창' 수상

[2010년]
- RedHat Best Regional Reseller in Korea 수상
- RedHat 공로패 수상
- IBM BP(Business Partner)계약

[2009년]
- RedHat Best Regional Reseller in Korea 수상
- 중소기업청 선정 'MAINBIZ(경영혁신형) 인증' 획득
- VMware Enterprise Partner
- Autodesk Enterprise Partner
- 한국 썬마이크로시스템즈 Principal Partner
- 한국정보통신공사업 등록

[2008년]
- (주)리눅스데이타시스템 기업부설연구소 설립
- 한국오라클 SP(Special Partner) 계약
- 한국썬마이크로시스템즈 Associate Partner 계약

[2007년]
- MySQL AB와 국내 독점 공급 Korea Agency 계약
- 테라텍 MySQL 비즈니스 파트너 계약

[2006년]
- 한국소프트웨어진흥원 'OSS Solution Partner' 인증

[2005년]
- 레드햇 ABP(Abvanced Business Partner) 계약
- 리눅스 백업솔루션 스토릭스 총판 계약

[2004년]
- Red Hat 월드 투어 참가
- 2004 소프트엑스포 출품
- 한국IBM 교육센터 리눅스 교육파트너 계약
- Oracle Partner Network 계약
- NOVELL사와 솔루션 리셀러 계약
- 이스라엘 RAZ-LEE사 보안솔루션 총판 계약
- 미국 Bytware사 iseries 보안솔루션 총판 계약
- 아이티포인트 Cool Disk 아웃소싱 계약

[2003년]
- 미국 Bynari사와 업무 협업 솔루션 판매 계약
- IBM IT 솔루션 최적화 참가
- 리눅스 엑스포 메일서버 출품

[2002년]
- (주)리눅스데이타시스템 설립
- IBM 솔루션 비즈니스 파트너 등록
- IBM iSeries 전국 광역시 로드쇼 개최
- ECRC 협력 체결

## 주요 실적
- 주요 실적 보관됨 2018-12-17 - 웨이백 머신